# Juha Kankkunen
Juha Matti Pellervo Kankkunen (ur. 2 kwietnia 1959 w Laukaa) – fiński kierowca rajdowy. Czterokrotny rajdowy mistrz świata.
W swojej karierze był członkiem takich zespołów jak: Toyota, Peugeot, Lancia, Ford, Subaru i Hyundai. W mistrzostwach świata jeździł z takimi pilotami jak: Fred Gallagher, Juha Piironen, Denis Giraudet, Nicky Grist czy Juha Repo. Nosi przydomek „Latający Fin”.
Swoją karierę rajdową Kankkunen rozpoczął 1978 roku, a jego pierwszym samochodem był Ford Escort RS2000. W sierpniu 1979 roku zadebiutował w Rajdowych Mistrzostwach Świata jadąc samochodem Ford Escort RS2000. W debiutanckim Rajdzie Finlandii zajął czternaste miejsce. W kwietniu 1985 roku podczas Rajdu Safari 1985 po raz pierwszy w karierze stanął na podium w rajdzie mistrzostw świata i jednocześnie odniósł swoje pierwsze zwycięstwo. W 1986 roku wywalczył swój pierwszy tytuł mistrza świata w karierze. Po tytuł mistrzowski sięgał także w latach 1987, 1991 i 1993 roku. W 1992 roku był wicemistrzem świata. W 1988 roku wygrał Rajd Dakar. W latach 1988 i 1991 dwukrotnie zwyciężył w Race of Champions.
W swojej karierze Kankkunen wygrał łącznie 23 rajdy w mistrzostwach świata. 75 razy w swojej karierze stawał na podium w rajdach mistrzostw świata. Zdobył w nich 1140 punktów. Wygrał 700 odcinków specjalnych.

## Kariera

### Początki
Kankkunen urodził się w gminie Laukaa położonej niedaleko miasta Jyväskylä, będącej siedzibą Rajdu Finlandii. Gdy miał 7 lat, ojciec, rolnik z zawodu, a także były rajdowiec, nauczył go jeździć po zamarzniętym torze wyścigowym. Z kolei gdy miał 12 lat dostał od ojca swój pierwszy samochód. Przyjacielem ojca był Timo Mäkinen, były rajdowiec i czterokrotny zwycięzca rajdów mistrzostw świata. On także pomagał Kankkunenowi w nauce jazdy samochodem rajdowym oraz pomógł nawiązać kontakt z Timo Jouhkim, bogatym biznesmenem, który wsparł Kankkunena finansowo, a wcześniej pomógł w ten sam sposób Hannu Mikkoli, mistrzowi świata. W 1978 roku Kankkunen zadebiutował w rajdach jadąc samochodem Ford Escort RS2000. W sierpniu 1979 zaliczył swój debiut w mistrzostwach świata. Jadąc Fordem Escortem z pilotem Timo Hantunenem zajął 14. miejsce w Rajdzie Finlandii. W latach 1981–1982 Kankkunen startował w rajdach w Finlandii, Belgii i Danii. Kolejne starty w mistrzostwach świata Kankkunen zaliczył trzy lata później. W sierpniu 1982 wystartował Oplem Mantą GT/E w Rajdzie Finlandii, a w listopadzie 1982 – tym samym samochodem – w Rajdzie Wielkiej Brytanii. Obu nie ukończył na skutek awarii silnika.

### 1983-1985: Toyota

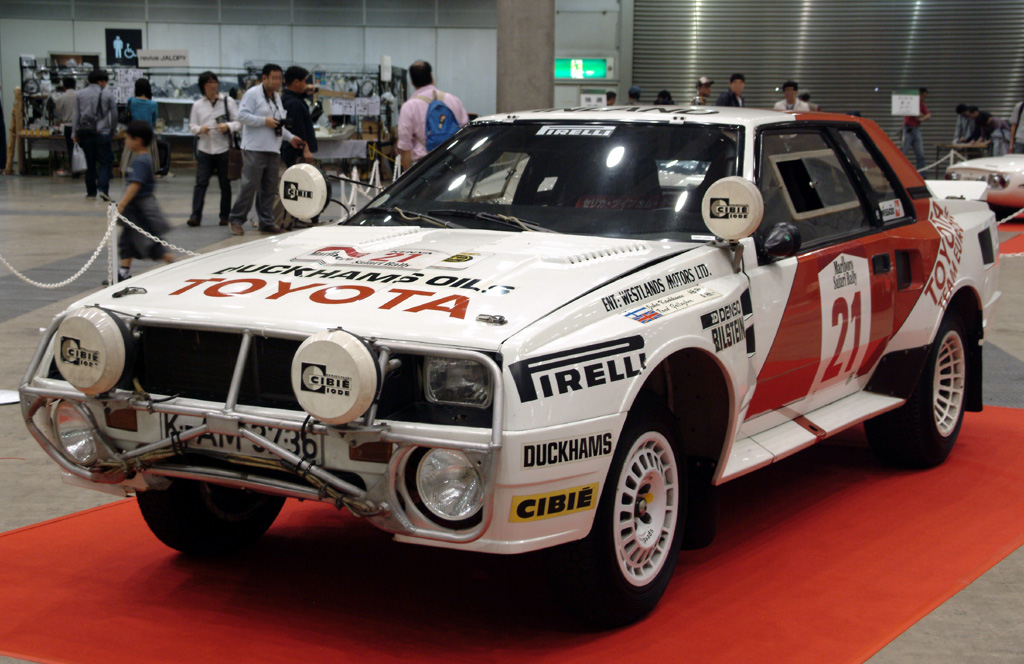
Toyota Celica, którą Kankkunen startował w latach 1983-1985

W pierwszej połowie 1983 roku Kankkunen nadal startował Oplem Mantą GT/E, którą pojechał m.in. w Rajdzie Boucles de Spa (Mistrzostwa Europy 1983, 6. miejsce), rajdzie Mintex International Rally (Mistrzostwa Wielkiej Brytanii, nie ukończył) oraz rajdzie Haspengouwrally (Mistrzostwa Europy, nie ukończył). Następnie otrzymał od zespołu Toyoty propozycję startów Toyotą Celiką po Szwedzie Björnie Waldegårdzie. Wystartował nią w sierpniowym Rajdzie Finlandii. W rajdzie tym Kankkunen zajął 6. miejsce tracąc do zwycięzcy, Hannu Mikkoli, 11:05 minuty. Zdobył tym samym swoje pierwsze w karierze punkty w mistrzostwach świata. W sezonie 1983 wystartował również w Rajdzie Wybrzeża Kości Słoniowej, którego nie ukończył oraz w Rajdzie Wielkiej Brytanii, który ukończył na 7. miejscu.
Przed sezonem 1984 nowym pilotem Kankkunena został Brytyjczyk Fred Gallagher. W marcu wystartował w Rajdzie Portugalii. Na 28. odcinku specjalnym wycofał się z niego z powodu awarii układu kierowniczego w Toyocie. Czerwcowego Rajdu Nowej Zelandii również nie ukończył. Na 26. odcinku specjalnym uległ wypadkowi. W sierpniu zdobył pierwsze punkty w sezonie 1984. W Rajdzie Finlandii zajął 5. miejsce. Kankkunen wystartował również w ostatnim rajdzie sezonu, listopadowym Rajdzie Wielkiej Brytanii. Na 31. odcinku specjalnym uzyskał najlepszy czas. Było to jego pierwsze oesowe zwycięstwo w mistrzostwach świata. Rajdu Wielkiej Brytanii Kankkunen nie ukończył z powodu wypadku na 38. odcinku specjalnym.
W sezonie 1985 Kankkunen otrzymał Toyotę Celikę na starty w pięciu rundach mistrzostw świata. Pierwszym startem Kankkunena w sezonie był Rajd Safari 1985. Z rajdu kolejno odpadali faworyci, w tym tacy mistrzowie świata Hannu Mikkola, Ari Vatanen, Markku Alén i Stig Blomqvist, tym samym Kankkunen awansował w klasyfikacji na pozycję lidera i ostatecznie wygrał ten rajd z przewagą 34 minut nad Björnem Waldegårdem i 43 minut nad Kenijczykiem Mikiem Kirklandem. Stał się wówczas czwartym najmłodszym zwycięzcą rajdu o mistrzostwo świata, a także pierwszym, który wygrał w debiucie Rajd Safari. Kolejnych dwóch rajdów mistrzostw Kankkunen nie ukończył. Z Rajdu Nowej Zelandii wycofał się z powodu awarii układu elektrycznego, a z Rajdu Finlandii wyeliminował go wypadek. W listopadzie Kankkunen wygrał swój drugi rajd w sezonie, Rajd Wybrzeża Kości Słoniowej. Na mecie rajdu wyprzedził Waldegårda i Francuza Alaina Ambrosino. Pod koniec listopada Kankkunen wystartował w Rajdzie Wielkiej Brytanii, który ukończył na 5. miejscu w klasyfikacji generalnej. W sezonie 1985 zdobył 48 punktów i zajął 5. miejsce.

### 1986-1987: Dwa tytuły mistrzowskie

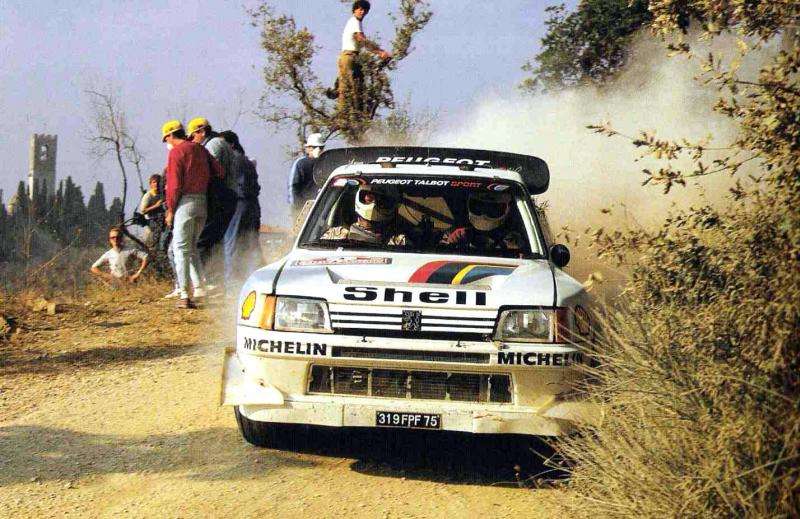
Juha Kankkunen w Peugeocie 205 Turbo w Rajdzie San Remo 1986

Przed rozpoczęciem sezonu 1986 Kankkunen otrzymał propozycję od szefa zespołu Peugeota, Jeana Todta, podpisania kontraktu, którą przyjął. W zespole Peugeota zastąpił Ariego Vatanena, który doznał ciężkich obrażeń ciała podczas Rajdu Argentyny 1985. Kankkunen został tym samym partnerem rodaka Timo Salonena, który w sezonie 1985 wywalczył mistrzostwo świata. Swój debiut w zespole Peugeota Kankkunen zaliczył w styczniowym Rajdzie Monte Carlo. Jadąc Peugeotem 205 T16 wraz z nowym pilotem Juhą Piironenem zajął w nim 5. miejsce. W lutym wygrał swój pierwszy rajd w barwach nowego zespołu. Zwyciężył w Rajdzie Szwecji wyprzedzając na mecie Markku Aléna o 1:54 minuty i Kalle Grundela o 6:16 minuty. Kolejnego rajdu, Rajdu Portugalii, nie ukończył, a odbywający się na przełomie marca i kwietnia Rajd Safari ukończył na 5. pozycji. W czerwcu Kankkunen odniósł swoje drugie zwycięstwo w sezonie. W Rajdzie Grecji wyprzedził o 1:37 minuty Massima Biasiona i o 9:54 minuty Bruna Saby'ego. Miesiąc później Kankkunen ponownie zwyciężył. Tym razem na mecie Rajdu Nowej Zelandii wyprzedził o 1:40 minuty Aléna w Lancii Delcie S4, który stał się jego głównym konkurentem w walce o mistrzowski tytuł oraz Biasiona o 9:51 minuty. Sierpniowego Rajdu Argentyny nie ukończył na skutek awarii zawieszenia na 15. odcinku specjalnym, podczas gdy Alén zajął w nim 2. miejsce. We wrześniu Kankkunen stanął na podium Rajdu Finlandii. Przegrał w nim jedynie z Timo Salonenem, do którego stracił 24 sekundy. W październiku doszło jednak do skandalu podczas Rajdu San Remo. Stewardzi zdyskwalifikowali zespół Peugeota z powodu nieprzepisowych błotników. Rajd wygrał Markku Alén wyprzedzając dwóch innych kierowców Lancii, Daria Cerrato i Massimo Biasiona. W listopadowym Rajdzie Wielkiej Brytanii Kankkunen przyjechał na 3. pozycji. Przegrał z rodakami, Salonenem i Alénem. Przed ostatnim rajdem sezonu, Rajdem Olympus, Alén miał punkt przewagi nad Kankkunenem. 7 grudnia został zwycięzcą Rajdu Olympus wyprzedzając drugiego Kankkunena o 3:26 minuty, a także rajdowym mistrzem świata. Po dyskwalifikacji w San Remo Peugeot złożył odwołanie do FISA. 11 dni po zakończeniu Rajdu Olympus FISA podjęła decyzję o anulowaniu wyników Rajdu San Remo, który został uznany za nieodbyty. Dzięki takiej decyzji FISA rajdowym mistrzem świata został Kankkunen, który stał się najmłodszym w historii kierowcą, który sięgnął po tytuł mistrzowski. Rekord ten pobił Colin McRae w 1995 roku.
Po zakończeniu sezonu 1986 FISA wydała zakaz startów autami grupy B, który wszedł w życie z początkiem 1987 roku. Powodem tego była seria wypadków, w tym także śmiertelny załogi Henri Toivonen – Sergio Cresto podczas Rajdu Korsyki 1986. W związku z końcem grupy B zespół Peugeota wycofał się z rywalizacji w sezonie 1987. Kankkunen szukał więc nowego zespołu. Przyjął ofertę zespołu Lancii, w której stał się partnerem Markku Aléna i Massimo Biasiona. W pierwszym rajdzie sezonu, Rajdzie Monte Carlo, Kankkunen jadąc Lancią Deltą HF 4WD dotarł na metę na 2. miejscu. Przegrał o 54 sekundy z Massimem Biasionem, jednak wpływ na to miała decyzja szefa Lancii, Cesare Fiorio, który nakazał Kankkunenowi zastosować team order wobec Włocha. W lutym Kankkunen ponownie stanął na podium. W Rajdzie Szwecji zajął 3. miejsce za Timo Salonenem oraz Mikaelem Ericssonem. Z kolei w marcowym Rajdzie Portugalii Fin był czwarty. Kolejnym rajdem mistrzostw świata, w którym Kankkunen wystartował, był odbywający się na przełomie maja i czerwca Rajd Grecji. Kankkunen zajął w nim 2. miejsce tracąc do zwycięzcy Markku Aléna 48 sekund. W czerwcowym Rajdzie Olympus na podium stanęło trzech kierowców Lancii, ale to Kankkunen został zwycięzcą, Biasion był drugi, a Alén trzeci. Z kolei sierpniowy Rajd Finlandii Kankkunen ukończył na 5. pozycji. Ostatni rajd sezonu, Rajd Wielkiej Brytanii, miał zadecydować o tym, kto zostanie mistrzem świata. Wygrał Kankkunen, a Alén dojechał na 5. miejscu. Kankkunen obronił tytuł mistrzowski. Stał się tym samym pierwszym kierowcą rajdowym w historii mistrzostw świata, który tego dokonał.

### Rajd Dakar 1988
W styczniu 1988 roku Kankkunen wziął udział w Rajdzie Paryż-Dakar. Wystartował w nim samochodem Peugeot 205 T16 wraz z pilotem Juhą Piironenem w kategorii Samochodów. Wygrał w nim jeden odcinek specjalny, Kati-Kayes, a w klasyfikacji końcowej rajdu zajął pierwsze miejsce stając na podium przed Japończykiem Kenjiro Shinozuką jadącym Mitsubishi Pajero i Francuzem Patrickiem Tambayem jadącym Range Roverem.

### 1988-1989: Toyota
Pomimo zdobycia tytułu mistrza świata stosunki Kankkunena z kierownictwem zespołu Lancii nie były dobre, toteż po sezonie 1987 odszedł on do Toyoty. Pierwszym rajdem w sezonie 1988, w którym Kankkunen wystartował był Rajd Safari. Jadąc Toyotą Suprą Turbo zajął w nim 5. miejsce. W następnych rajdach jechał już innym samochodem Toyoty, Celiką GT-Four. Jednak w trzech kolejnych rajdach, w których brał udział, Rajdzie Korsyki, Rajdzie Grecji i Rajdzie Finlandii, silnik Toyoty uległ awarii i Fin musiał się z nich wycofać. Z kolei w październikowym Rajdzie San Remo Kankkunen miał wypadek na 7. odcinku specjalnym i nie ukończył także tego rajdu. Kankkunen wycofał się również z ostatniego rajdu sezonu, Rajdu Wielkiej Brytanii. Powodem jego wycofania się był, podobnie jak we Włoszech, wypadek.
Pierwszym rajdem sezonu 1989, w którym Kankkunen wystartował, był Rajd Monte Carlo. Fin zajął w nim 5. miejsce. W marcu pojechał w Rajdzie Portugalii, jednak nie ukończył go na skutek awarii silnika. W drugiej połowie kwietnia Kankkunen wziął udział w Rajdzie Korsyki. Dojechał w nim na 3. pozycji tracąc do zwycięzcy Didiera Auriola 3:50 minuty. Kolejnych dwóch rajdów, w których wystartował, nie ukończył. W Rajdzie Grecji miał wypadek, a z Rajdu Finlandii wyeliminował go pożar samochodu. We wrześniu 1989 Kankkunen wygrał swój pierwszy i jedyny rajd w sezonie. Na mecie Rajdu Australii był lepszy o 1:07 minuty od drugiego Kennetha Erikssona i o 2:13 minuty od trzeciego Markku Aléna. W październiku Kankkunen był piąty w Rajdzie San Remo. Natomiast w listopadzie, w Rajdzie Wielkiej Brytanii, Kankkunen stanął na podium. Był trzeci za Penttim Airikkalą i Carlosem Sainzem. W klasyfikacji generalnej sezonu 1989 Kankkunen był trzeci za dwoma Włochami, Massimem Biasionem i Alexem Fiorio. Zdobył 60 punktów.

### 1990-1992: Lancia

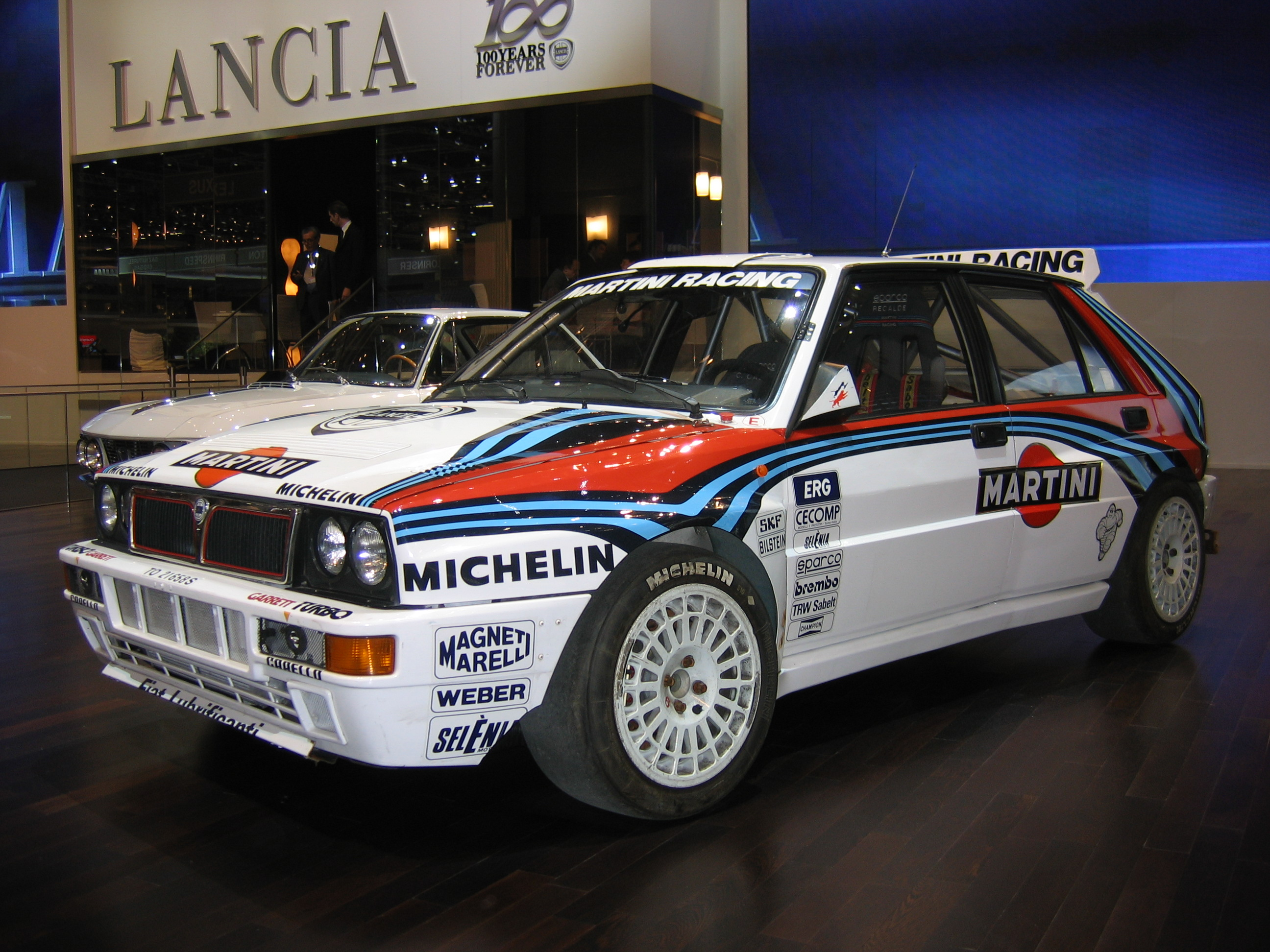
Lancia Delta HF Integrale – tym autem Kankkunen startował w sezonie 1992

Przed sezonem 1990 Kankkunen podpisał kontrakt z zespołem Lancii. W styczniu wystartował w pierwszym rajdzie sezonu, Rajdzie Monte Carlo. Nie ukończył go jednak na skutek wypadku na 4. odcinku specjalnym. W marcu wziął udział w Rajdzie Portugalii, w którym dojechał na 3. pozycji i stanął na podium obok innych kierowców Lancii, Massima Biasiona i Didiera Auriola. W kwietniu Kankkunen ponownie stanął na podium. Był drugi tracąc ponad 38 minut do Szweda Björna Waldegårda, jadącego Toyotą Celiką GT-Four. W czerwcu ponownie zajął 2. pozycję. W Rajdzie Grecji przegrał o 46 sekund z Carlosem Sainzem. Następnie z lipcowego Rajdu Argentyny Kankkunena wyeliminowała awaria skrzyni biegów, a w sierpniowym Rajdzie Finlandii zajął 5. pozycję. We wrześniu Kankkunen wygrał swój pierwszy i jedyny rajd w sezonie 1990. Na metę Rajdu Australii przyjechał 1:40 minuty przed Carlosem Sainzem i 5:40 minuty przed Alexem Fiorio. W październiku także stanął na podium. W Rajdzie San Remo był drugi. Przegrał o 45 sekund z Didierem Auriolem. Ostatniego rajdu sezonu, Rajdu Wielkiej Brytanii, Kankkunen nie ukończył. Na 34. oesie uległ wypadkowi. W sezonie 1990 Kankkunen zajął 3. miejsce w klasyfikacji generalnej. Zdobył 85 punktów, o 55 mniej niż mistrz świata Carlos Sainz i o 10 mniej niż partner z zespołu Lancii, Didier Auriol.
Sezon 1991 Kankkunen rozpoczął od zajęcia 5. miejsca w Rajdzie Monte Carlo. Z kolei w marcowym Rajdzie Portugalii był on czwarty. Na przełomie marca i kwietnia wziął udział w Rajdzie Safari. Wygrał go po raz drugi w karierze wyprzedzając na mecie Mikaela Ericssona o ponad 26 minut i Jorge Recalde o ponad 39 minut. W czerwcu Kankkunen ponownie zwyciężył. Na podium Rajdu Grecji stanął obok Carlosa Sainza i Massima Biasiona. Dwa tygodnie później Kankkunen znów ukończył rajd w czołowej trójce. Był drugi w Rajdzie Nowej Zelandii i przegrał jedynie z Carlosem Sainzem. Po lipcowym Rajdzie Argentyny (Kankkunen ukończył go na 5. pozycji) Sainz stał się głównym kandydatem do tytułu mistrza świata. Rajd Argentyny był jego piątą wygraną w sezonie (na 8 rajdów). W sierpniowym Rajdzie Finlandii wygrał jednak Kankkunen, a Sainz był czwarty. Było to pierwsze zwycięstwo Kankkunena w tym rajdzie. We wrześniowym Rajdzie Australii Kankkunen zwyciężył po raz drugi z rzędu, podczas gdy Sainz uległ wypadkowi. Z październikowego Rajdu San Remo Kankkunen wycofał się już na 2. odcinku specjalnym z powodu awarii układu kierowniczego. Sainz przyjechał w nim na 6. pozycji. W listopadowym, przedostatnim rajdzie sezonu, Rajdzie Katalonii, Kankkunen przybliżył się do mistrzostwa świata. Zajął 2. miejsce przegrywając jedynie z Arminem Schwarzem, podczas gdy Sainz musiał wycofać się na 7. odcinku specjalnym z powodu awarii układu elektrycznego w jego Toyocie. W ostatnim rajdzie sezonu, Rajdzie Wielkiej Brytanii, Sainz nie był w stanie nawiązać walki z Kankkunenem, który został zwycięzcą. Przyjechał na 3. miejscu tracąc do Fina 6 minut. Kankkunen stał się tym samym pierwszym kierowcą w historii, który został rajdowym mistrzem świata po raz trzeci.
W sezonie 1992, podobnie jak w poprzednim, faworytami do zdobycia tytułu mistrzowskiego byli Kankkunen i Sainz. W pierwszym rajdzie sezonu, Rajdzie Monte Carlo, Fin był trzeci i przegrał z Didierem Auriolem oraz Sainzem. W marcowym Rajdzie Portugalii Kankkunen wygrał pokonując o 1:33 minuty Massima Biasiona i o 4:59 minuty Sainza. Trzeci rajd sezonu, Rajd Safarii 1992, wygrał Sainz. Kankkunen przyjechał na 2. pozycji. W pięciu kolejnych rajdach Kankkunen także był drugi. W Rajdzie Grecji przyjechał na metę ze stratą 1:29 minuty do Didiera Auriola. Rajd Finlandii także przegrał z Auriolem (o 40 sekund), podobnie jak Rajd Australii (o 1:41 minuty). Z kolei w październikowym Rajdzie San Remo przegrał jedynie z Włochem Andreą Aghinim (miał 40 sekund straty). Rajd Katalonii wygrał Sainz, który pokonał Kankkunena o 36 sekund. W ostatnim rajdzie sezonu, odbywającym się w listopadzie Rajdzie Wielkiej Brytanii, Kankkunen dojechał na 3. pozycji przegrywając z Sainzem oraz Arim Vatanenem. W każdym z dziewięciu rajdów, w których Kankkunen startował w sezonie 1992, stanął na podium. Jednak mistrzostwo świata wywalczył Sainz, który zdobył 144 punkty, o 10 więcej niż Fin.

### 1993-1996: Toyota

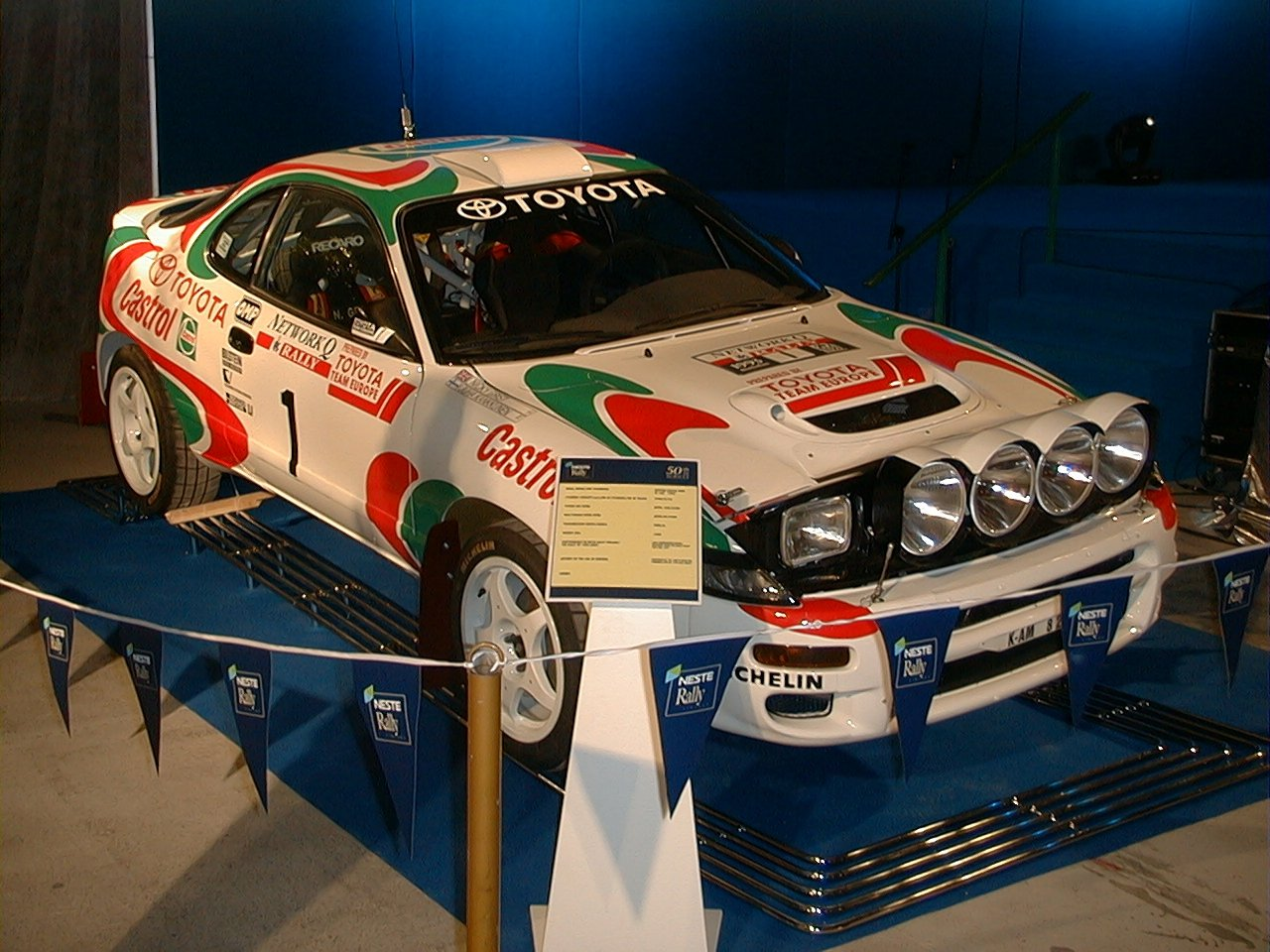
Toyota Celica Turbo 4WD, na której Kankkunen wygrał Rajd Wielkiej Brytanii 1993

Po trzech latach pobytu w zespole Lancii Kankkuen wrócił do zespołu Toyoty. W swoim pierwszym rajdzie sezonu, Rajdzie Monte Carlo, jadąc Toyotą Celicą Turbo 4WD zajął 5. miejsce. W lutowym Rajdzie Szwecji Kankkunen walczył o zwycięstwo, jednak ostatecznie zajął 2. miejsce przegrywając o 13 sekund ze Szwedem Matsem Jonssonem. W kwietniowym Rajdzie Safari Kankkunen odniósł pierwsze zwycięstwo w sezonie wyprzedzając na podium Markku Aléna i Iana Duncana. Dzięki zwycięstwu w kenijskim rajdzie został liderem klasyfikacji mistrzostw świata. Rajdu Grecji Kankkunen nie ukończył. Powodem wycofania się Fina była awaria silnika na 21. odcinku specjalnym. Podczas treningu przed lipcowym Rajdem Argentyny pilot Kankkunena, Juha Piironen, doznał udaru. Piironena zastąpił Brytyjczyk Nicky Grist. Wraz z nowym pilotem Kankkunen zwyciężył w argentyńskich zawodach. Na mecie rajdu wyprzedził o 1:54 minuty drugiego Massima Biasiona i trzeciego o 16:58 minuty Didiera Auriola. W sierpniowym Rajdzie Nowej Zelandii Kankkunen był piąty. W Rajdzie Finlandii Kankkunen wystartował z innym pilotem, Francuzem Denisem Giraudetem, gdyż Grist w tych zawodach pilotował Niemca Armina Schwarza. W fińskim rajdzie Kankkunen wygrał stając na podium przed Arim Vatanenem i Didierem Auriolem. W sierpniowym Rajdzie Nowej Zelandii Kankkunen był piąty. Kankkunen stał się tym samym pierwszym kierowcą w historii, który wygrał w jednym sezonie rajdy będąc pilotowanym przez trzech różnych pilotów. We wrześniu, jadąc ponownie z Nicky'm Gristem, Kankkunen zwyciężył w Rajdzie Australii. Na mecie rajdu wyprzedził Vatanena i François Delecoura. W listopadowym Rajdzie Katalonii Fin był trzeci za Delecourem i Auriolem. W ostatnim rajdzie sezonu, Rajdzie Wielkiej Brytanii Kankkunen był pierwszy przed Kennethem Erikssonem i Malcolmem Wilsonem. Dzięki zwycięstwu w Wielkiej Brytanii Kankkunen wywalczył swój czwarty w karierze tytuł mistrza świata.
Sezon 1994 Kankkunen rozpoczął od zajęcia 2. miejsca w Rajdzie Monte Carlo. Przegrał w nim jedynie François Delecourem o 1:05 minuty. W marcu wystartował w Rajdzie Portugalii. Wygrał go wyprzedzając o 40 sekund Didiera Auriola i o 50 sekund Massimo Biasiona. W marcu uległ wypadkowi na 1. odcinku specjalnym Rajdu Safari. Następnie w majowym Rajdzie Korsyki przyjechał na 4. pozycji, a w Rajdzie Grecji był trzeci. Nie ukończył natomiast Rajdu Argentyny na skutek awarii układu elektrycznego. W lipcowym Rajdzie Nowej Zelandii stanął na podium. Był drugi i przegrał z Colinem McRae o 2:14 minuty. W odbywającym się w sierpniu Rajdzie Finlandii Kankkunen był dziewiąty. We wrześniowym Rajdzie Australii walczył o zwycięstwo z Colinem McRae, jednak ostatecznie to Szkot zwyciężył w tym rajdzie wyprzedzając Kankkunena o 9 sekund. W październikowym Rajdzie San Remo Kankkunen był siódmy, a w ostatnim rajdzie sezonu, Rajdzie Wielkiej Brytanii, był drugi za McRae. W sezonie 1994 zajął 3. miejsce w klasyfikacji generalnej za Didierem Auriolem i Carlosem Sainzem.
W pierwszym rajdzie sezonu 1995, Rajdzie Monte Carlo, Kankkunen zajął 3. miejsce za Carlosem Sainzem oraz François Delecourem. W lutowym Rajdzie Szwecji Kankkunen był czwarty. Z kolei w marcowym Rajdzie Portugalii Kankkunen walczył o zwycięstwo z Sainzem, jednak ostatecznie przegrał z nim o 12 sekund i zajął 2. miejsce. W maju Fin wystartował w Rajdzie Korsyki i dojechał w nim na 10. pozycji. W sezonie 1995 Kankkunen wystartował jeszcze w czterech rajdach. Dwóch z nich, Rajdu Finlandii i Rajdu Katalonii, nie ukończył z powodu wypadku. W Rajdzie Nowej Zelandii był trzeci. Przegrał w nim jedynie z Colinem McRae i Didierem Auriolem. W Rajdzie Australii także zajął 3. pozycję. Zwycięzcą tego rajdu został Kenneth Eriksson, do którego Kankkunen stracił 1:55 minuty. Na koniec sezonu FIA zbadała samochody Toyoty. Przez część sezonu Toyota używała niezgodnych z przepisami turbosprężarek. Zespół został zdyskwalifikowany, a wyniki końcowe sezonu 1995 zostały anulowane.
W sezonie 1996 Kankkunen pojechał tylko w trzech rajdach mistrzostw świata. W Rajdzie Szwecji zajął 4. miejsce. W Rajdzie Indonezji zajął 3. miejsce przegrywając z Carlosem Sainzem i Pierem Liattim. Z kolei w sierpniowym Rajdzie Finlandii był drugi. Do zwycięzcy Tommiego Mäkinena stracił 46 sekund. W 1996 roku Kankkunen pojechał także w dwóch innych rajdach. Z Rajdu Ypres, odbywającego się w ramach Mistrzostw Europy, wycofał się z powodu awarii skrzyni biegów. Z kolei z Rajdu Wielkiej Brytanii odpadł z powodu awarii silnika.

### 1997-1998: Ford

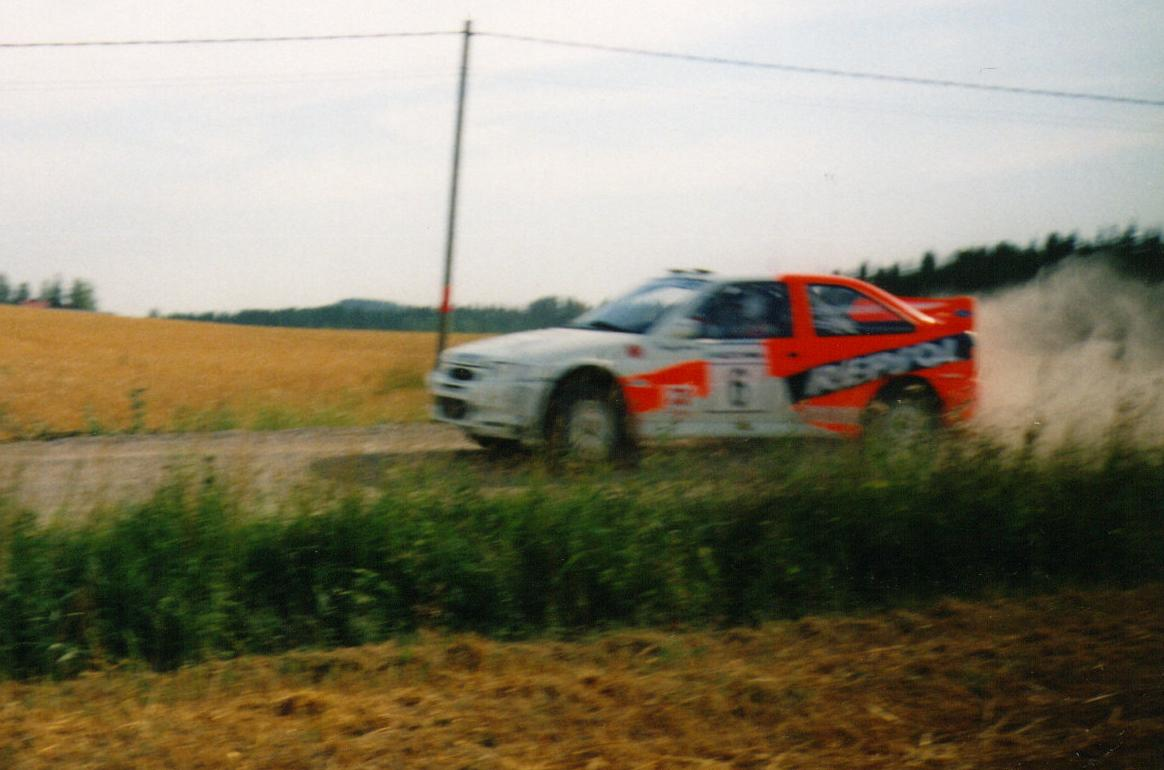
Kankkunen w Fordzie Escorcie WRC wraz z pilotem Juhą Repo, z którym jeździł w latach 1997-2002

Do maja 1997 roku Kankkunen nie startował w mistrzostwach świata. Wtedy też po Fina zgłosił się zespół Forda, który szukał zastępcy dla słabo spisującego się Niemca Armina Schwarza. W zespole Forda Kankkunen został drugim kierowcą obok Carlosa Sainza. W drugiej połowie koniec maja jadąc Fordem Escortem WRC wraz z nowym pilotem Juhą Repo wystartował w Rajdzie Argentyny. Wycofał się z niego na 16. odcinku specjalnym z powodu uszkodzonego zawieszenia. Jednak już w swoim drugim starcie w zespole Forda, w Rajdzie Grecji, Kankkunen stanął na podium. Był drugi i przegrał o 17 sekund z Carlosem Sainzem. W sierpniu 1997 Kankkunen pojechał w Rajdzie Nowej Zelandii. Był w nim trzeci za Kennethem Erikssonem i Carlosem Sainzem. Pod koniec sierpnia Kankkunen ponownie stanął na podium. Był drugi w Rajdzie Finlandii. Na metę rajdu przyjechał 7 sekund za rodakiem, Tommim Mäkinenem. Natomiast we wrześniu zajął 2. miejsce w Rajdzie Indonezji, w którym zespół Forda wywalczył dublet. Rajd wygrał Sainz, który wygrał z Kankkunenem o 16 sekund. W następnych dwóch rajdach Kankkunen zdobył 1 punkt. Był szósty w Rajdzie San Remo oraz nie ukończył Rajdu Australii. W ostatnim rajdzie sezonu, odbywającym się w listopadzie Rajdzie Wielkiej Brytanii, Kankkunen zajął 2. pozycję. Do zwycięzcy, Colina McRae, stracił 2:47 minuty. W sezonie 1997 Kankkunen zajął 4. miejsce w klasyfikacji generalnej mistrzostw świata. Zdobył 29 punktów.

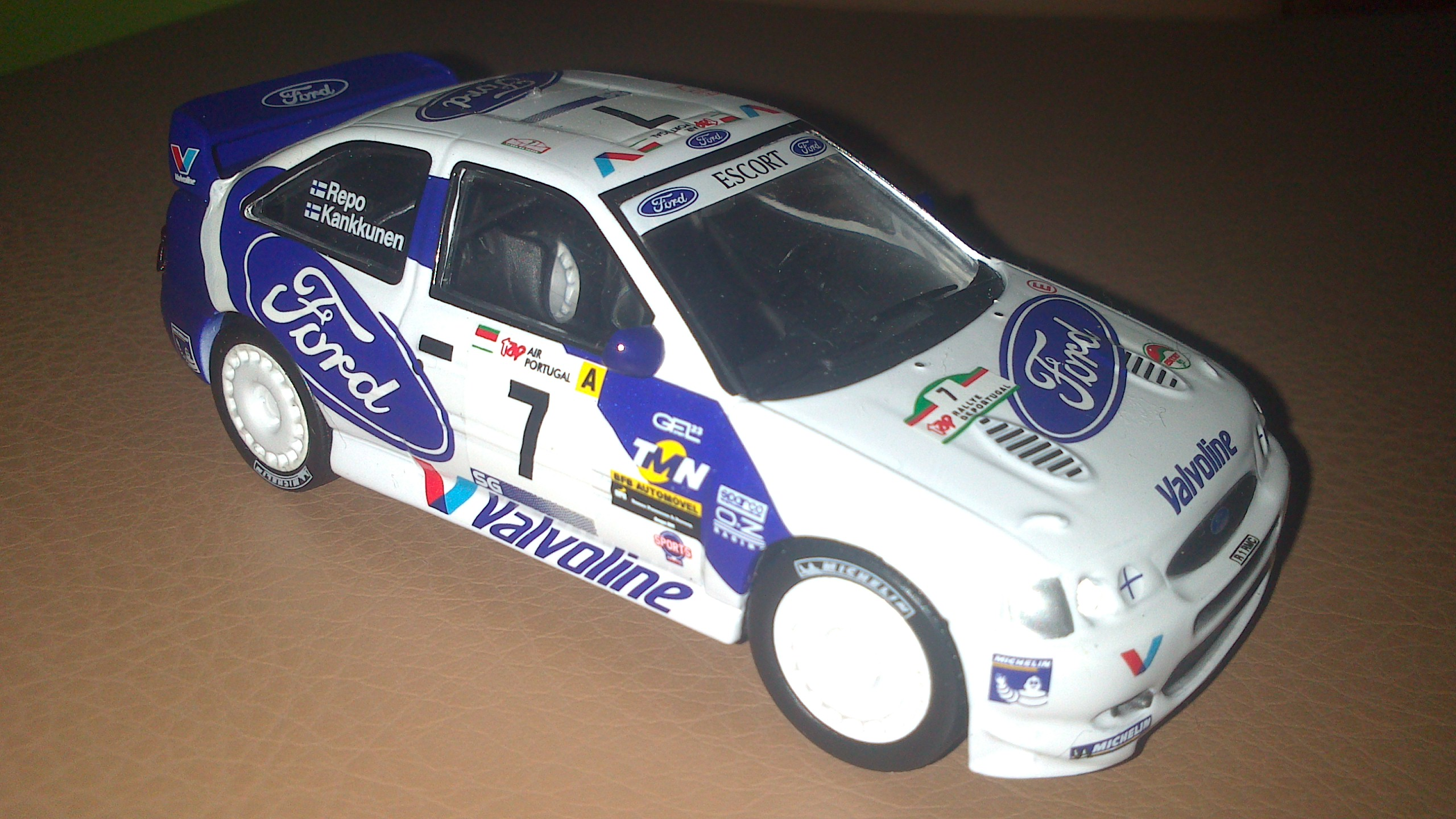
Model Forda Escorta WRC załogi Kankkunen/Repo z Rajdu Portugalii 1998

W sezonie sezoie 1998 Kankkunen stał się pierwszym kierowcą Forda po tym, jak Carlos Sainz odszedł do Toyoty. Sezon 1998 Kankkunen rozpoczął od startu w Rajdzie Monte Carlo. Pomimo pożaru silnika na jednym z odcinków specjalnych dojechał w nim na drugiej pozycji, 40,8 sekundy za Sainzem. W lutym, w Rajdzie Szwecji, Kankkunen był trzeci. Przegrał z Mäkinenem i Sainzem. W trzecim rajdzie sezonu, Rajdzie Safari, Kankkunen również stanął na podium. Był drugi, a do zwycięzcy Richarda Burnsa w Mitsubishi Carismie GT Evo IV stracił ponad 9 minut. W marcowym Rajdzie Portugalii Kankkunen nie zajął punktowanej pozycji. Był siódmy. W kwietniu wystartował w Rajdzie Katalonii. Na 16. odcinku specjalnym uderzył samochodem w betonowy słup, uszkodził tylne zawieszenie, przez co był zmuszony wycofać się z rajdu. W maju Kankkunen zajął 9. miejsce w Rajdzie Korsyki. Majowy Rajd Argentyny wygrał Mäkinen, a Kankkunen walczył o 2. pozycję z Carlosem Sainzem. Ostatecznie przyjechał na 3. pozycji tracąc do Hiszpana 0,7 sekundy. W czerwcowym Rajdzie Grecji Kankkunen także był trzeci pomimo przebicia dwóch tylnych opon na 14. odcinku specjalnym. W lipcu zajął 3. miejsce w Rajdzie Nowej Zelandii. Przegrał jedynie z Sainzem i Didierem Auriolem. W sierpniowym Rajdzie Finlandii walczył o 2. miejsce z Sainzem, jednak ostatecznie przyjechał w tych zawodach na 3. pozycji tracąc do Hiszpana niespełna 10 sekund. Październikowego Rajdu San Remo nie ukończył. Na 12. odcinku specjalnym miał wypadek i wycofał się z rajdu. W listopadzie Kankkunen zajął 5. miejsce w Rajdzie Australii. W ostatnich zawodach sezonu 1998, Rajdzie Wielkiej Brytanii, Kankkunen jechał na 6. pozycji. Jednak na skutek wycofania się kolejnych zawodników z rajdu zajął w nim ostatecznie 2. pozycję przegrywając o 3:46,5 minuty z Richardem Burnsem. W sezonie 1998 Kankkunen zajął 4. miejsce w klasyfikacji generalnej mistrzostw świata. Zdobył w nim 31 punktów.

### 1999-2000: Subaru
Przed sezonem 1999 zespół Forda zatrudnił Colina McRae, który został pierwszym kierowcą w zespole. Kankkunen był niezadowolony z powodu degradacji do roli drugiego kierowcy, toteż zajął miejsce Szkota w zespole Subaru. Został w nim partnerem Richarda Burnsa. Swój debiut w nowym zespole Kankkunen zaliczył w styczniu 1999. W Rajdzie Monte Carlo dojechał na 2. pozycji tracąc do zwycięzcy Tommiego Mäkinena blisko 1:45 minuty. W następnych czterech rajdach sezonu 1999 Kankkunen zdobył łącznie 2 punkty. W Rajdzie Szwecji był szósty. Następnie nie ukończył Rajdu Safari (awaria układu elektrycznego) oraz Rajdu Portugalii (awaria silnika). W Rajdzie Katalonii był szósty. W maju 1999 Kankkunen walczył o zwycięstwo w Rajdzie Argentyny z Burnsem. Zespół Subaru nie zastosował team order, ale to Kankkunen po pięciu latach wygrał swój 22. rajd w karierze. Wyprzedził Burnsa o 2,4 sekundy. Czerwcowego Rajdu Grecji Kankkunen nie ukończył na skutek awarii zawieszenia na 12. odcinku specjalnym. W lipcu Kankkunen stanął na podium Rajdu Nowej Zelandii. Przegrał w nim z Tommim Mäkinenem o 1:37 minuty. W sierpniowym Rajdzie Finlandii Kankkunen odniósł drugie zwycięstwo w sezonie i 23. w swojej karierze. Na metę rajdu przyjechał szybciej o 9,7 sekundy niż drugi w klasyfikacji Burns. Następnie w Rajdzie Chin był czwarty, a w Rajdzie San Remo zajął 6. pozycję. z kolei listopadowego Rajdu Australii nie ukończył z powodu awarii zawieszenia. W listopadzie 1999, w Rajdzie Wielkiej Brytanii, był drugi za Richardem Burnsem. W sezonie 1998 Kankkunen był czwarty w klasyfikacji generalnej mistrzostw świata. Zdobył 44 punkty.
W pierwszym rajdzie sezonu 2000 Kankkunen stanął na podium. Był trzeci w Rajdzie Monte Carlo za zwycięzcą Tommim Mäkinenem i drugim w klasyfikacji Carlosem Sainzem. W lutym 2000 zdobył jeden punkt w mistrzostwach świata, dzięki zajęciu 6. miejsca w Rajdzie Szwecji. W lutowym Rajdzie Safari po raz drugi w sezonie stanął na podium. Był drugi, a do zwycięzcy Richarda Burnsa stracił 4:37 minuty. Następnych dwóch rajdów Kankkunen nie ukończył. Z Rajdu Portugalii wyeliminowało go uszkodzone zawieszenie, a przez cały Rajd Katalonii zmagał się z problemami mechanicznymi Subaru i ostatecznie wycofał się na 12. odcinku specjalnym. W majowym Rajdzie Argentyny Kankkunen był czwarty. Natomiast odbywający się w czerwcu Rajd Grecji ukończył na podium. Był trzeci i przegrał w nim jedynie z Colinem McRae i Carlosem Sainzem. Kankkunen nie ukończył lipcowego Rajdu Nowej Zelandii. W tym drugim powodem wycofania się było zalanie silnika przez płyn do wspomagania układu kierowniczego. W Rajdzie Nowej Zelandii Kankkunen był ósmy, a w Rajdzie Cypru dziewiąty. W Rajdzie Australii miał wypadek, a w Rajd Wielkiej Brytanii ukończył na 5. pozycji. W sezonie 2000 zdobył 20 punktów i zajął 8. pozycję w mistrzostwach świata.

### Od 2001

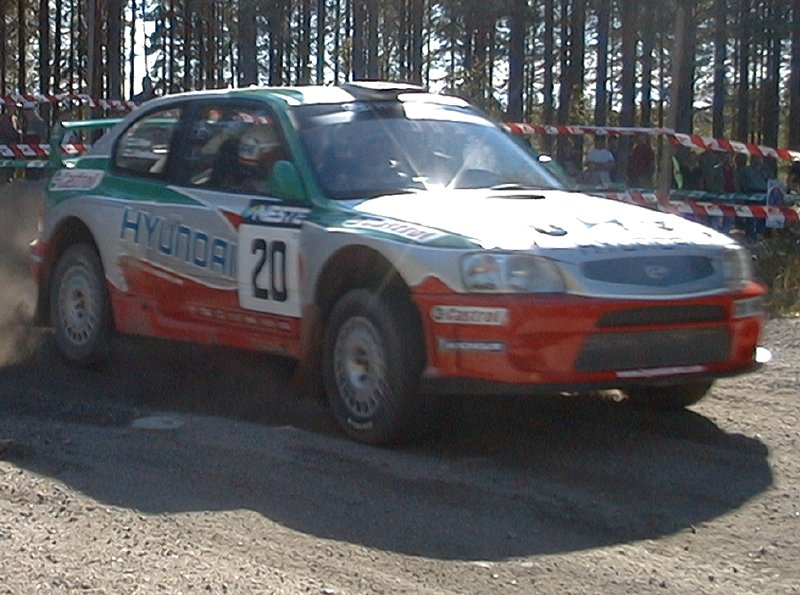
Juha Kankkunen w Hyundaiu Accencie WRC podczas Rajdu Finlandii 2001

Po zakończeniu sezonu 2000 Kankkunen odszedł z zespołu Subaru. Jednym z powodów odejścia było niezadowolenie Fina z powodu zmniejszenia jego roli w zespole na rzecz Pettera Solberga, który został pierwszym kierowcą. W 2001 roku Kankkunen wystartował w dwóch rajdach mistrzostw Europy. W Rajdzie El Corte Inglés, w którym startował Toyotą Corollą WRC zajął 4. miejsce. Z kolei w Rajdzie Azorów, w którym pojechał Subaru Imprezą WRC99, zwyciężył. W sierpniu wziął udział w Rajdzie Finlandii w barwach fabrycznego zespołu Hyundaia. Na 16. odcinku specjalnym wycofał się z powodu awarii jego Hyundaia Accenta WRC.

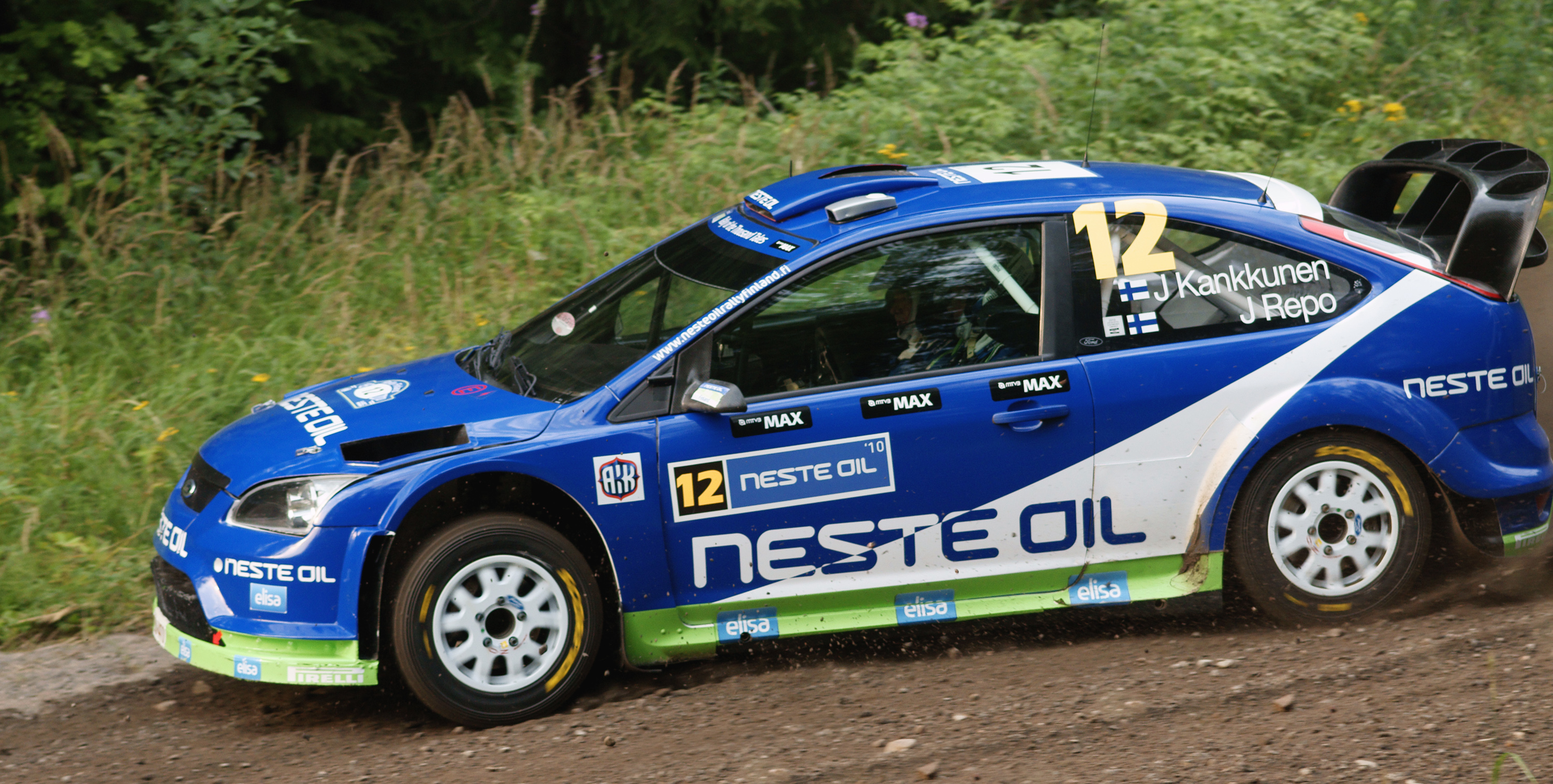
Kankkunen w Fordzie Focusie WRC na trasie Rajdu Finlandii 2010

Przed rozpoczęciem sezonu 2002 Kankkunen podpisał kontrakt z zespołem Hyundaia, w którym miał być drugim kierowcą obok Belga Freddy’ego Loixa. W swoim pierwszym starcie w sezonie 2002, w Rajdzie Szwecji, Kankkunen zajął 8. miejsce. Następnie nie ukończył Rajdu Cypru z powodu wycieku oleju, a w Rajdzie Argentyny był siódmy. Z Rajdu Grecji wycofał się z powodu uszkodzenia zawieszenia, a w Rajdzie Safari był ósmy. W Rajdzie Finlandii uległ wypadkowi, a w Rajdzie Nowej Zelandii zdobył swoje jedyne dwa punkty w sezonie, dzięki zajęciu w nim 5. miejsca. Rajdu Australii Kankkunen nie ukończył z powodu wypadku, a w Rajdzie Wielkiej Brytanii dojechał na 9. pozycji. Po sezonie 2002 Kankkunen zdecydował się zakończyć starty w mistrzostwach świata.
W kolejnych latach Kankkunen startował w rajdach niższego szczebla niż mistrzostwa świata. W latach 2003–2007 startował w rajdach we Włoszech, Hiszpanii (w tym dwukrotnie w Rajdzie El Corte Inglés), Portugalii i Peru. Brał także udział w zawodach rajdowych legend. W lipcu 2010 zespół Stobart M-Sport ogłosił, iż Kankkunen wystartuje Fordem Focusem WRC w Rajdzie Finlandii w ramach mistrzostw świata. W fińskim rajdzie wystartował z pilotem Juhą Repo. Zajął w nim 8. miejsce i zdobył 4 punkty w mistrzostwach świata.

## Życie prywatne
Kankkunen był żonaty z Pirjo, z którą ma dwóch synów. W 2008 roku rozwiódł się. Jednym z powodów rozwodu był alkoholizm, do którego Kankkunen przyznał się publicznie. Rajdowiec skutecznie leczył się z tej choroby w klinice Lapua’s Minnesota. Rajdowym idolem Kankkunena jest były mistrz świata, Ari Vatanen.
Kankkunen wraz z wykwalifikowanym zespołem prowadzi Akademię Jazdy w mieście Kuusamo. Głównym celem akademii jest szkolenie sportowej jazdy po zamarzniętych nawierzchniach, w tym głównie kontroli samochodu przy dużych prędkościach. W 2011 roku Kankkunen pobił rekord świata w prędkości w jeździe na lodzie. Jadąc Bentleyem Continentalem GT osiągnął prędkość 321,65 km/h.

## Zwycięstwa w Mistrzostwach Świata
| Nr | Rajd                          | Sezon | Pilot          | Samochód                   |
| -- | ----------------------------- | ----- | -------------- | -------------------------- |
| 1  | Rajd Safari                   | 1985  | Fred Gallagher | Toyota Celica TCT          |
| 2  | Rajd Wybrzeża Kości Słoniowej | 1985  | Fred Gallagher | Toyota Celica TCT          |
| 3  | Rajd Szwecji                  | 1986  | Juha Piironen  | Peugeot 205 Turbo 16 E2    |
| 4  | Rajd Grecji                   | 1986  | Juha Piironen  | Peugeot 205 Turbo 16 E2    |
| 5  | Rajd Nowej Zelandii           | 1986  | Juha Piironen  | Peugeot 205 Turbo 16 E2    |
| 6  | Rajd Stanów Zjednoczonych     | 1987  | Juha Piironen  | Lancia Delta HF 4WD        |
| 7  | Rajd Wielkiej Brytanii        | 1987  | Juha Piironen  | Lancia Delta HF 4WD        |
| 8  | Rajd Australii                | 1989  | Juha Piironen  | Toyota Celica GT-Four      |
| 9  | Rajd Australii                | 1990  | Juha Piironen  | Lancia Delta Integrale 16V |
| 10 | Rajd Safari                   | 1991  | Juha Piironen  | Lancia Delta Integrale 16V |
| 11 | Rajd Grecji                   | 1991  | Juha Piironen  | Lancia Delta Integrale 16V |
| 12 | Rajd Finlandii                | 1991  | Juha Piironen  | Lancia Delta Integrale 16V |
| 13 | Rajd Australii                | 1991  | Juha Piironen  | Lancia Delta Integrale 16V |
| 14 | Rajd Wielkiej Brytanii        | 1991  | Juha Piironen  | Lancia Delta Integrale 16V |
| 15 | Rajd Portugalii               | 1992  | Juha Piironen  | Lancia Delta HF Integrale  |
| 16 | Rajd Safari                   | 1993  | Juha Piironen  | Toyota Celica Turbo 4WD    |
| 17 | Rajd Argentyny                | 1993  | Nicky Grist    | Toyota Celica Turbo 4WD    |
| 18 | Rajd Finlandii                | 1993  | Denis Giraudet | Toyota Celica Turbo 4WD    |
| 19 | Rajd Australii                | 1993  | Nicky Grist    | Toyota Celica Turbo 4WD    |
| 20 | Rajd Wielkiej Brytanii        | 1993  | Nicky Grist    | Toyota Celica Turbo 4WD    |
| 21 | 28. Rajd Portugalii           | 1994  | Nicky Grist    | Toyota Celica Turbo 4WD    |
| 22 | 19. Rajd Argentyny            | 1999  | Juha Repo      | Subaru Impreza WRC         |
| 23 | 49. Rajd Finlandii            | 1999  | Juha Repo      | Subaru Impreza WRC         |

## Starty w rajdach WRC
| Legenda oznaczeń w tabelach dot. wyników | Legenda oznaczeń w tabelach dot. wyników |
| Oznaczenie                               | Wyjaśnienie |
| ---------------------------------------- | --- |
| Złoty                                    | Zwycięzca |
| Srebrny                                  | 2. miejsce |
| Brązowy                                  | 3. miejsce |
| Zielony                                  | Ukończył, punktował (w klasyfikacji generalnej gdy kierowca był sklasyfikowany oznacza zdobycie punktów w rajdzie poza trzema powyższymi opcjami) |
| Niebieski                                | Ukończył, nie punktował |
| Różowy                                   | Nie ukończył (NU) |
| Czarny                                   | Zdyskwalifikowany (DK) |
| Biały                                    | Nie został zgłoszony (-) |

| Sezon | Zespół                          | Samochód                                      | 1      | 2     | 3      | 4     | 5      | 6      | 7      | 8      | 9      | 10     | 11     | 12     | 13     | 14 | 15 | 16 | Punkty | Miejsce |
| ----- | ------------------------------- | --------------------------------------------- | ------ | ----- | ------ | ----- | ------ | ------ | ------ | ------ | ------ | ------ | ------ | ------ | ------ | -- | -- | -- | ------ | ------- |
| 1979  | Juha Kankkunen                  | Ford Escort RS2000                            | MCO -  | SWE - | POR -  | KEN - | GRE -  | NZL -  | FIN 14 | CAN -  | ITA -  | FRA -  | GBR -  | CIV -  |        |    |    |    | 0      | -       |
| 1982  | Juha Kankkunen                  | Opel Manta GT/E                               | MCO -  | SWE - | POR -  | KEN - | FRA -  | GRE -  | NZL -  | BRA -  | FIN NU | ITA -  | CIV -  | GBR NU |        |    |    |    | 0      | -       |
| 1983  | Toyota Team                     | Toyota Celica TCT                             | MCO -  | SWE - | POR -  | KEN - | FRA -  | GRE -  | NZL -  | ARG -  | FIN 6  | ITA -  | CIV NU | GBR 7  |        |    |    |    | 10     | 19.     |
| 1984  | Toyota Team                     | Toyota Celica TCT                             | MCO -  | SWE - | POR NU | KEN - | FRA -  | GRE -  | NZL NU | ARG -  | FIN 5  | ITA -  | CIV -  | GBR NU |        |    |    |    | 8      | 24.     |
| 1985  | Toyota Team                     | Toyota Celica TCT                             | MCO -  | SWE - | POR -  | KEN 1 | FRA -  | GRE -  | NZL NU | ARG -  | FIN NU | ITA -  | CIV 1  | GBR 5  |        |    |    |    | 48     | 5.      |
| 1986  | Peugeot Talbot Sport            | Peugeot 205 Turbo 16 E2                       | MCO 5  | SWE 1 | POR NU | KEN 5 | FRA -  | GRE 1  | NZL 1  | ARG NU | FIN 2  | CIV -  | ITA NU | GBR 3  | USA 2  |    |    |    | 118    | 1.      |
| 1987  | Martini Lancia                  | Lancia Delta HF 4WD                           | MCO 2  | SWE 3 | POR 4  | KEN - | FRA -  | GRE 2  | USA 1  | NZL -  | ARG -  | FIN 5  | CIV -  | ITA -  | GBR 1  |    |    |    | 100    | 1.      |
| 1988  | Toyota Team Europe              | Toyota Supra Turbo Toyota Celica GT-Four      | MCO -  | SWE - | POR -  | KEN 5 | FRA NU | GRE NU | USA -  | NZL -  | ARG -  | FIN NU | CIV -  | ITA NU | GBR NU |    |    |    | 8      | 37.     |
| 1989  | Toyota Team Europe              | Toyota Celica GT-Four                         | SWE -  | MCO 5 | POR NU | KEN - | FRA 3  | GRE NU | NZL -  | ARG -  | FIN NU | AUS 1  | ITA 5  | CIV -  | GBR 3  |    |    |    | 60     | 3.      |
| 1990  | Martini Lancia                  | Lancia Delta Integrale 16V                    | MCO NU | POR 3 | KEN 2  | FRA - | GRE 2  | NZL -  | ARG NU | FIN 5  | AUS 1  | ITA 2  | CIV -  | GBR NU |        |    |    |    | 85     | 3.      |
| 1991  | Martini Lancia                  | Lancia Delta Integrale 16V                    | 5      | -     | 4      | 1     | -      | 1      | 2      | 4      | 1      | 1      | NU     | -      | 2      | 1  |    |    | 150    | 1.      |
| 1992  | Martini Racing                  | Lancia Delta HF Integrale                     | 3      | -     | 1      | 2     | -      | 2      | -      | -      | 2      | 2      | 2      | -      | 2      | 3  |    |    | 134    | 2.      |
| 1993  | Toyota Castrol Team             | Toyota Celica Turbo 4WD                       | 5      | 2     | -      | 1     | -      | NU     | 1      | 5      | 1      | 1      | -      | 3      | 1      |    |    |    | 135    | 1.      |
| 1994  | Toyota Castrol Team             | Toyota Celica Turbo 4WD Toyota Celica GT-Four | 2      | 1     | NU     | 4     | 3      | NU     | 2      | 9      | 7      | 2      |        |        |        |    |    |    | 93     | 3.      |
| 1995  | Toyota Castrol Team             | Toyota Celica GT-Four                         | 3      | 4     | 2      | 10    | 3      | 3      | NU     | -      |        |        |        |        |        |    |    |    | 62     | DK      |
| 1996  | Toyota Castrol Team             | Toyota Celica GT-Four                         | 4      | -     | 3      | -     | -      | 2      | -      | -      | -      |        |        |        |        |    |    |    | 37     | 7.      |
| 1997  | Ford Motor Co                   | Ford Escort WRC                               | -      | -     | -      | -     | -      | -      | NU     | 2      | 3      | 2      | 2      | 6      | NU     | 2  |    |    | 29     | 4.      |
| 1998  | Ford Motor Co                   | Ford Escort WRC                               | 2      | 3     | 2      | 7     | NU     | 9      | 3      | 3      | 4      | 3      | NU     | 5      | 2      |    |    |    | 39     | 4.      |
| 1999  | Subaru World Rally Team         | Subaru Impreza WRC                            | 2      | 6     | NU     | NU    | 6      | -      | 1      | NU     | 2      | 1      | 4      | 6      | NU     | 2  |    |    | 44     | 4.      |
| 2000  | Subaru World Rally Team         | Subaru Impreza WRC                            | 3      | 6     | 2      | NU    | NU     | 4      | 3      | NU     | 8      | 7      | -      | -      | NU     | 5  |    |    | 20     | 8.      |
| 2001  | Hyundai World Rally Team        | Hyundai Accent WRC                            | -      | -     | -      | -     | -      | -      | -      | -      | NU     | -      | -      | -      | -      | -  |    |    | 0      | -       |
| 2002  | Hyundai World Rally Team        | Hyundai Accent WRC                            | -      | 8     | -      | -     | NU     | 7      | NU     | 8      | NU     | -      | -      | 5      | NU     | 9  |    |    | 2      | 14.     |
| 2010  | Stobart M-Sport Ford Rally Team | Ford Focus WRC                                | -      | -     | -      | -     | -      | -      | -      | 8      | -      | -      | -      | -      | -      |    |    |    | 4      | 16.     |